# Маханьков Володимир Ігорович
Володимир Ігорович Маханьков (нар. 29 жовтня 1997, Славутич, Київська область, Україна) — український футболіст, воротар «Кривбаса».

## Клубна кар'єра
Народився в місті Славутич, Київська область. З 6 років займався в академії київського «Динамо», перший тренер — Віктор Кащей. Виступав за юнацьку та молодіжну команди динамівців. За команду U-19 дебютував 10 вересня 2014 року в переможному (3:0) виїзному поєдинку проти ужгородської «Говерли». За молодіжний склад «Динамо» дебютував 8 листопада 2014 року в переможному (2:0) домашньому поєдинку проти львівських «Карпат».
Наприкінці 2016 року підписав новий контракт з «динамівцями», термін дії якого завершувався 31 грудня 2019 року. В середині липня 2019 року київський клуб на власному офіційному сайті опублікував заявку на сезон 2019/20 років, в якому прізвище Володимира було відсутнім.

## Кар'єра в збірній
Викликався до юнацьких збірних України U-15, U-16 та U-17, якіочолював Олег Кузнецов. У 2015 році зіграв три поєдинки за юнацьку збірну України U-19, а наступного року провів один поєдинок за юнацьку збірну України U-20.
У молодіжній збірній України дебютував 7 вересня 2018 року в переможному поєдинку кваліфікації чемпіонату Європи U-21 проти однолітків з Латвії.